# SWEET NOIZ MAGIC -Master Mix Best-
『SWEET NOIZ MAGIC -Master Mix Best-』（スウィート・ノイズ・マジック マスターミックス・ベスト）は、日本のギタリストである高中正義が1987年11月25日にリリースしたベスト・アルバムである。

## 概要
1985年に発売された『SINGING AND PLAYING』以来約2年ぶりのベスト・アルバムで、シングル「SMOOTHER」と同時発売された。
FM風のDJが挿入され、ノンストップで楽曲を繋いでいくというエディットが施されており、原曲よりタイムが短くなっている楽曲がある。
1979年に発表した「BLUE LAGOON」のニューレコーディングヴァージョンが収録されており、翌年発売されたシングル「SHADY LADY」のB面に収録された。

## 収録曲
- 『☆』は、原曲よりタイムが短くなっている楽曲。

### LPレコード
| 全作曲: 高中正義。 |                                         |              |            |                  |                                  |      |
| #                  | タイトル                                | 作詞         | 作曲・編曲 | 編曲             | 収録作品                         | 時間 |
| 1.                 | 「渚・モデラート」                      | リリカ新里   | 高中正義   | 高中正義・新川博 | アルバム『TRAUMATIC 極東探偵団』 | 4:51 |
| 2.                 | 「SUMMER YOU」(☆)                       | クララ新里   | 高中正義   | 高中正義         | アルバム『RENDEZ-VOUS』          | 4:05 |
| 3.                 | 「BAD CHICKEN」(☆)                      |              | 高中正義   | 高中正義         | アルバム『RENDEZ-VOUS』          | 4:42 |
| 4.                 | 「STANDING ON THE EDGE OF LOVE」(☆)     | Daryl Canada | 高中正義   | 高中正義         | アルバム『RENDEZ-VOUS』          | 2:41 |
| 5.                 | 「BLUE LAGOON (New Recording Version)」 |              | 高中正義   | 高中正義         | シングル「SHADY LADY」B面        | 5:09 |
| 合計時間:          | 合計時間:                               | 合計時間:    | 合計時間:  | 合計時間:        | 21:28                            |      |

| 全作曲: 高中正義。 |                           |            |            |                  |                                  |      |
| #                  | タイトル                  | 作詞       | 作曲・編曲 | 編曲             | 収録作品                         | 時間 |
| 1.                 | 「CHASE」                 |            | 高中正義   | 高中正義・新川博 | アルバム『TRAUMATIC 極東探偵団』 | 4:15 |
| 2.                 | 「STRUTTIN' ON BROADWAY」 | Jeff Brown | 高中正義   | 高中正義・新川博 | アルバム『TRAUMATIC 極東探偵団』 | 3:07 |
| 3.                 | 「JUNGLE JANE」(☆)        | リリカ新里 | 高中正義   | 高中正義         | アルバム『JUNGLE JANE』          | 4:08 |
| 4.                 | 「SHAKE IT」              | リリカ新里 | 高中正義   | 高中正義         | アルバム『JUNGLE JANE』          | 5:34 |
| 5.                 | 「SMOOTHER」              |            | 高中正義   | 高中正義         | シングル「SMOOTHER」             | 4:42 |
| 合計時間:          | 合計時間:                 | 合計時間:  | 合計時間:  | 合計時間:        | 21:46                            |      |

### CD
| 全作曲: 高中正義。 |                                         |              |            |                  |                                  |      |
| #                  | タイトル                                | 作詞         | 作曲・編曲 | 編曲             | 収録作品                         | 時間 |
| 1.                 | 「渚・モデラート」                      | リリカ新里   | 高中正義   | 高中正義・新川博 | アルバム『TRAUMATIC 極東探偵団』 | 4:51 |
| 2.                 | 「SUMMER YOU」(☆)                       | クララ新里   | 高中正義   | 高中正義         | アルバム『RENDEZ-VOUS』          | 4:05 |
| 3.                 | 「BAD CHICKEN」(☆)                      |              | 高中正義   | 高中正義         | アルバム『RENDEZ-VOUS』          | 4:42 |
| 4.                 | 「STANDING ON THE EDGE OF LOVE」(☆)     | Daryl Canada | 高中正義   | 高中正義         | アルバム『RENDEZ-VOUS』          | 2:41 |
| 5.                 | 「BLUE LAGOON (New Recording Version)」 |              | 高中正義   | 高中正義         | シングル「SHADY LADY」B面        | 5:09 |
| 6.                 | 「CHASE」                               |              | 高中正義   | 高中正義・新川博 | アルバム『TRAUMATIC 極東探偵団』 | 4:15 |
| 7.                 | 「STRUTTIN' ON BROADWAY」               | Jeff Brown   | 高中正義   | 高中正義・新川博 | アルバム『TRAUMATIC 極東探偵団』 | 3:07 |
| 8.                 | 「JUNGLE JANE」(☆)                      | リリカ新里   | 高中正義   | 高中正義         | アルバム『JUNGLE JANE』          | 4:08 |
| 9.                 | 「SHAKE IT」                            | リリカ新里   | 高中正義   | 高中正義         | アルバム『JUNGLE JANE』          | 5:34 |
| 10.                | 「SMOOTHER」                            |              | 高中正義   | 高中正義         | シングル「SMOOTHER」             | 4:42 |
| 合計時間:          | 合計時間:                               | 合計時間:    | 合計時間:  | 合計時間:        | 43:14                            |      |

## クレジット
- Digital Master-Mixed By M.I.D with S.S.R. (Masahiko Tanaka, Osamu Marumoto, Yutaka Futagawa)
- DJ By George Fujitani
- Photography By Hisako Ohkubo
- Styling by Ikuko Watanabe
- Make Up by Satomi Yoshiguchi
- Designed by Hajime Kobayashi